# Richard McGlynn
Richard Anthony McGlynn dit Dick McGlynn (né le 19 juin 1948 à Medford, dans l'état du Massachusetts aux États-Unis) est un joueur américain de hockey sur glace. Lors des Jeux olympiques d'hiver de 1972 à Sapporo, il remporte la médaille d'argent.

## Statistiques en carrière

### En club
| Saison    | Équipe                   | Ligue         |    | Saison régulière | Saison régulière | Saison régulière | Saison régulière | Saison régulière |   | Séries éliminatoires | Séries éliminatoires | Séries éliminatoires | Séries éliminatoires | Séries éliminatoires |
| Saison    | Équipe                   | Ligue         | PJ | B                | A                | Pts              | Pun              | PJ               | B | A                    | Pts                  | Pun                  |                      |                      |
| 1965-1966 | Catholic Memorial School | USHS          |    |                  |                  |                  |                  | -                | - | -                    | -                    | -                    |                      |                      |
| 1966-1967 | Raiders de Colgate       | NCAA          |    |                  |                  |                  |                  | -                | - | -                    | -                    | -                    |                      |                      |
| 1967-1968 | Raiders de Colgate       | NCAA          |    |                  |                  |                  |                  | -                | - | -                    | -                    | -                    |                      |                      |
| 1968-1969 | Raiders de Colgate       | NCAA          |    |                  |                  |                  |                  | -                | - | -                    | -                    | -                    |                      |                      |
| 1969-1970 | Raiders de Colgate       | NCAA          |    |                  |                  |                  |                  | -                | - | -                    | -                    | -                    |                      |                      |
| 1970-1971 | États-Unis               | International | 39 | 1                | 6                | 7                | 61               | -                | - | -                    | -                    | -                    |                      |                      |
| 1971-1972 | États-Unis               | International | 50 | 1                | 14               | 15               | 43               | -                | - | -                    | -                    | -                    |                      |                      |
| 1972-1973 | Cougars de Chicago       | AMH           | 30 | 0                | 0                | 0                | 12               | -                | - | -                    | -                    | -                    |                      |                      |
| 1972-1973 | Eagles de Rhode Island   | EHL           | 60 | 2                | 14               | 16               | 36               | 1                | 0 | 0                    | 0                    | 0                    |                      |                      |

### En équipe nationale
| Année | Équipe     | Événement            |   | PJ | B | A | Pts | Pun                  |  | Résultat |
| 1971  | États-Unis | Championnat du monde | 1 | 0  | 0 | 0 | 0   | 6e place de l'élite  |  |          |
| 1972  | États-Unis | Jeux olympiques      | 6 | 0  | 0 | 0 | 4   | Médaille d'argent    |  |          |
| 1972  | États-Unis | Championnat du monde |   |    |   |   |     | 2e place du Groupe B |  |          |

## Palmarès
- Médaille d'argent aux Jeux olympiques de Sapporo en 1972